# Musica Antiqua Köln
Musica antiqua Köln war ein Ensemble für Alte Musik in Deutschland. Ziel war es, die Musik der Zeit zwischen ca. 1600 und 1780 möglichst so erklingen zu lassen, wie sie zur Zeit ihrer Entstehung geklungen hatte. Dazu gehörten nicht nur Instrumente in der damals üblichen Bauweise, sondern auch die ausgiebige Beschäftigung mit möglichst vielen Texten aus Abhandlungen, Schulwerken und Lexika des 17. und 18. Jahrhunderts sowie Versuche und Experimente mit den Anweisungen und Beschreibungen, um ihre Anwendbarkeit wie auch ihre Allgemeingültigkeit einer kritischen Überprüfung zu unterziehen.

## Geschichte
Die Geschichte und Entwicklung von musica antiqua Köln lässt sich grob in zwei Phasen einteilen: die frühen Jahre von der Gründung bis etwa 1986, in der die Gruppe ein Kammermusikensemble war, und die Zeit nach 1986, in der die Arbeit in einer Orchesterbesetzung im Vordergrund stand. Diese Einteilung ist nicht schematisch, denn erste Aufnahmen in Orchesterbesetzung entstanden bereits ab 1984, und Auftritte in kleiner Besetzung gab es gelegentlich auch noch in den späten Jahren.
musica antiqua Köln wurde 1973 von Reinhard Goebel an der Kölner Musikhochschule gegründet. Mitglieder der ersten Stunde waren Gudrun Heyens, Blockflöte und zunächst auch Violine, Hajo Bäß, Violine, Eva Bartos, Viola da Gamba, und, in kurzen Abständen aufeinander folgend, Wolfgang Karius, Gilbert Grosse-Boymann und Miche Erauw, Cembalo.
Es entwickelte sich sehr bald eine rege nationale und internationale Konzerttätigkeit; Rundfunk- und Plattenaufnahmen ließen nicht lange auf sich warten. Die erste Veröffentlichung – Sonaten des Früh- und Hochbarock – und drei weitere wurden über die Firma Aulos produziert. 1976 kam es zu einer kurzen Zusammenarbeit mit EMI, und 1977 schließlich schloss man mit der Archiv-Produktion/Deutsche Grammophon einen Exklusivvertrag für zwei Aufnahmen pro Jahr ab, der bis zur Auflösung des Ensembles bestand.
Neben einer sich immer mehr entwickelnden internationalen Konzertaktivität gab es auch eine fruchtbare Zusammenarbeit mit dem Goethe-Institut, die musica antiqua Köln in nahezu alle Erdteile führte: 1978 und 1986 nach Lateinamerika, 1980 in die USA und Kanada, Indien und Pakistan, Jugoslawien und Bulgarien, 1984 nach Japan, 1986 nach Südostasien. Daneben gab es durch lokale Agenturen organisierte Tourneen nach Australien 1986 und eine in Zusammenarbeit mit dem Auswärtigen Amt in die Volksrepublik China 1983.
Die Besetzung von musica antiqua Köln veränderte sich im Laufe der Jahre immer wieder:
- 1973–1979 Gudrun Heyens, Blockflöte
- 1973–1986 Hajo Bäß, Violine und Viola
- 1977–1979 Ingrid Seifert, Violine
- 1983–1986 Mary Utiger, Violine
- 1981–1987 Karlheinz Steeb, Viola
- 1973–1977 Eva Bartos, Viola da gamba
- 1977–1979 Charles Medlam, Violoncello und Viola da gamba
- 1979–1983 Jaap ter Linden, Violoncello und Viola da gamba
- 1973–1982, 1986–2002 Jonathan Cable, Violone und Viola da gamba
- 1982–1986 Jean-Michel Forest, Violone
- 1983–1992 Phoebe Carrai, Violoncello
- 1975–1976 Miche Erauw, Cembalo
- 1977–1983 Henk Bouman, Cembalo
- 1983–1986 Andreas Staier, Cembalo
- 1978–1987 Wilbert Hazelzet, Traversflöte

Nachfolgend eine Aufzählung einiger Mitwirkender: Anton Steck, Florian Deuter, Manfredo Kraemer (Violine), Verena Fischer (Traversflöte), Léon Berben (Cembalo), Adrian Rovatkay (Fagott) und Susanne Regel (Oboe).
Im November 2006 löste sich das Ensemble auf. Reinhard Goebel hatte aufgrund einer Erkrankung der linken Hand seine Tätigkeit als Geiger beendet und ist nun ausschließlich als Dirigent tätig.

## Auszeichnungen
- 1977: Förderpreis des Landes Nordrhein-Westfalen für Reinhard Goebel, Hajo Bäß (Violine und Viola), Henk Bouman (Cembalo), Jonathan Cable (Violone und Viola da gamba), Charles Medlam (Cello)
- 1981: Künstler des Jahres der Deutschen Phonoakademie
- 1984: Buxtehude-Preis der Hansestadt Lübeck
- 1997: Staatspreis des Landes Nordrhein-Westfalen für Reinhard Goebel
- Mehrfache Auszeichnung mit dem Grand Prix du Disque und dem Grammophon Award sowie Nominierungen für den Grammy

## Diskografie (Auswahl)
- Frühe italienische Violinmusik: Biagio Marini, Carlo Farina, Giovanni Battista Buonamente u. a.; 1978 (DGG)
- Georg Philipp Telemann: Kammerkonzerte; 1979 (DGG)
- Jean-Marie Leclair: Spätwerke; 1979 (DGG)
- Antonio Vivaldi: Concerti da Camera; 1981 (DGG)
- Concerts: Jean-Baptiste Quentin le Jeune, Gabriel Buffardin, Boismortier, Michel Corrette; 1981 (DGG)
- Johann Sebastian Bach: Musikalisches Opfer; 1979 (DGG)
- Deutsche Kammermusik vor Bach: Johann Adam Reinken, Dietrich Buxtehude, Johann Pachelbel u. a.; 1980 (DGG)
- Johann Sebastian Bach: Die Kunst der Fuge 1985 (DGG)
- Georg Philipp Telemann: Wassermusik Hamburger Ebb & Fluth; 1983 (DGG)
- Johann Sebastian Bach: Brandenburgische Konzerte; 1985/1986 (DGG)
- Georg Philipp Telemann: Bläserkonzerte; 1986 (DGG)
- Georg Philipp Telemann: Tafelmusik (komplett); 1988 (DGG)
- Heinrich Ignaz Franz Biber: Rosenkranz-Sonaten 1991 (DGG)
- Johann David Heinichen: Dresden Concerti; 1992 (DGG)
- Francesco Maria Veracini: 5 Ouvertures; 1994 (DGG)
- Jean-Féry Rebel: Les Élémens, Georg Philipp Telemann: Sonata (Septett) e-moll, Christoph Willibald Gluck: Alessandro, Balletto; 1995 (DGG)
- Bachiana: Kantaten der Bachfamilie, mit Magdalena Kožená; 2001 (DGG)
- John Dowland: Lachrimae or Seven Teares; 2001 (Vanguard Classics)
- Marc-Antoine Charpentier: Musique sacrée; 2003 (DGG)
- Heinrich Ignaz Franz Biber: Harmonia artificiosa; 2004 (DGG)
- Georg Philipp Telemann: Flötenquartette, mit Maurice Steger; 2005 (DGG)
- Johann Friedrich Meister: Einige Sonaten aus der Sammlung Il giardino del piacere; 2004/2010 (Label Berlin)